# Mistrovství světa veteránů v orientačním běhu 2009
14. Mistrovství světa veteránů v orientačním běhu 2009 – je mistrovství, které se uskuteční ve dnech 10. – 17. října 2009 v australské městě Sydney a ve městě Lithgow, jenž leží na západním úpatí Modrých hor asi 156 km západně od Sydney.

## Program závodů
| Den       | Závod                | Centrum závodu |
| --------- | -------------------- | -------------- |
| 10. října | Kvalifikace – Sprint | Sydney         |
| 11. října | Finále – Sprint      | Sydney         |
| 14. října | Kvalifikace 1 – Long | Lithgow        |
| 15. října | Kvalifikace 2 – Long | Lithgow        |
| 17. října | Finále – Long        | Lithgow        |